# Coupe de Biélorussie de football 2014-2015
Navigation
Coupe de Biélorussie 2013-2014 Coupe de Biélorussie 2015-2016
La Coupe de Biélorussie 2014-2015 est la 24e édition de la Coupe de Biélorussie depuis la dissolution de l'URSS. Elle prend place entre le 22 mai 2014 et le 24 mai 2015, date de la finale au stade central de Homiel.
Un total de 53 équipes prennent part à la compétition, cela inclut l'intégralité des clubs de la saison 2014 des trois premières divisions biélorusses, à l'exception de trois équipes réserves, auxquelles s'ajoutent quatre équipes amateurs ayant remporté leurs coupes régionales respectives, les qualifiant ainsi pour la coupe nationale.
La compétition suivant un calendrier sur deux années, contrairement à celui des championnats biélorusses qui s'inscrit sur une seule année, celle-ci se trouve de fait à cheval entre deux saisons de championnat ; ainsi pour certaines équipes promues ou reléguées durant la saison 2014, la division indiquée peut varier d'un tour à l'autre.
Le BATE Borisov remporte sa troisième coupe nationale à l'issue de la compétition au détriment du Chakhtior Salihorsk. Cette victoire permet au club de se qualifier pour le deuxième tour de qualification de la Ligue Europa 2015-2016 ainsi que pour l'édition 2016 de la Supercoupe de Biélorussie. Le BATE se qualifiant cependant par la suite pour la Ligue des champions en remportant le championnat biélorusse, la place européenne est finalement réattribuée dans cette dernière compétition.

## Seizièmes de finale
Les équipes de la première division 2014 font leur entrée à partir de ce tour.
| Date            | Locaux                        | Score                | Visiteurs               |
| --------------- | ----------------------------- | -------------------- | ----------------------- |
| 25 juillet 2014 | FK Lida (D2)                  | 0 - 1                | (D1) FK Sloutsk         |
| 25 juillet 2014 | Khimik Svietlahorsk (D2)      | 1 - 2                | (D1) FK Homiel          |
| 26 juillet 2014 | Zvyazda-BDU Minsk (D2)        | 1 - 0                | (D1) FK Minsk           |
| 26 juillet 2014 | FK Baranavitchy (D3)          | 1 - 2                | (D1) Dinamo Brest       |
| 26 juillet 2014 | Volna Pinsk (D2)              | 2 - 4                | (D2) Isloch Minsk Raion |
| 26 juillet 2014 | Ahrakambinat Jdanovitchy (D3) | 0 - 4                | (D1) Naftan Novopolotsk |
| 26 juillet 2014 | Homieltchygountrans (D2)      | 2 - 1                | (D2) Slavia Mazyr       |
| 26 juillet 2014 | FK Haradzeïa (D2)             | 0 - 0 ap (3 - 2 tab) | (D1) Torpedo Jodzina    |
| 26 juillet 2014 | FK Smarhon (D2)               | 0 - 2                | (D1) Dniepr Mahiliow    |
| 26 juillet 2014 | Hrodzenski Skidzel (D4)       | 1 - 4                | (D1) Belchina Babrouïsk |
| 26 juillet 2014 | Granit Mikachevitchy (D2)     | 1 - 0                | (D1) Retchytsa-2014     |
| 27 juillet 2014 | Partizan Minsk (D3)           | 1 - 3                | (D2) FK Vitebsk         |

## Huitièmes de finale
| Date              | Locaux                   | Score                | Visiteurs                 |
| ----------------- | ------------------------ | -------------------- | ------------------------- |
| 23 août 2014      | Isloch Minsk Raion (D2)  | 1 - 1 ap (4 - 5 tab) | (D2) Granit Mikachevitchy |
| 23 août 2014      | Naftan Novopolotsk (D1)  | 1 - 2                | (D2) FK Vitebsk           |
| 23 août 2014      | Belchina Babrouïsk (D1)  | 1 - 0                | (D2) Zvyazda-BDU Minsk    |
| 24 août 2014      | Nioman Hrodna (D1)       | 5 - 4 ap             | (D1) FK Homiel            |
| 24 août 2014      | Homieltchygountrans (D2) | 0 - 2                | (D1) Dinamo Brest         |
| 24 septembre 2014 | Chakhtior Salihorsk (D1) | 1 - 0                | (D2) FK Haradzeïa         |
| 11 octobre 2014   | BATE Borisov (D1)        | 2 - 1 ap             | (D1) FK Sloutsk           |
| 13 octobre 2014   | Dniepr Mahiliow (D1)     | 0 - 1                | (D1) Dinamo Minsk         |

## Quarts de finale
Les matchs aller sont joués les 21 et 22 mars 2015 tandis que les matchs retour sont joués le 4 avril 2015.
| Équipe 1                  | Score | Équipe 2                 | Aller | Retour   |
| ------------------------- | ----- | ------------------------ | ----- | -------- |
| Belchina Babrouïsk (D1)   | 1 - 2 | (D1) Dinamo Brest        | 0 - 0 | 1 - 2    |
| BATE Borisov (D1)         | 3 - 1 | (D1) Nioman Hrodna       | 1 - 0 | 2 - 1    |
| Dinamo Minsk (D1)         | 4 - 3 | (D1) FK Vitebsk          | 1 - 2 | 3 - 1 ap |
| Granit Mikachevitchy (D1) | 0 - 3 | (D1) Chakhtior Salihorsk | 0 - 0 | 0 - 3    |

## Demi-finales
Les matchs aller sont joués le 15 avril 2015 tandis que les matchs retour sont joués le 29 avril 2015.
| Équipe 1                 | Score | Équipe 2          | Aller | Retour |
| ------------------------ | ----- | ----------------- | ----- | ------ |
| Chakhtior Salihorsk (D1) | 2 - 1 | (D1) Dinamo Brest | 0 - 0 | 2 - 1  |
| BATE Borisov (D1)        | 3 - 1 | (D1) Dinamo Minsk | 0 - 0 | 3 - 1  |

## Finale
Le BATE Borisov dispute sa sixième finale de coupe depuis 2002 tandis que le Chakhtior Salihorsk, tenant du titre, atteint ce stade pour la sixième fois depuis 2004. Le BATE l'emporte finalement sur le score de 4-1 et remporte la coupe pour la troisième fois de son histoire.
| Titulaires :           |                      |     |
|                        |                      |     |
| 16                     | Sergey Chernik       |     |
| 25                     | Filip Mladenović     |     |
| 19                     | Nemanja Milunović    |     |
| 33                     | Denis Poliakov       |     |
| 15                     | Maksim Zhavnerchik   |     |
| 55                     | Dmitri Baga          | 46e |
| 5                      | Evgeni Yablonski     |     |
| 7                      | Aliaksandr Karnitsky |     |
| 62                     | Mikhaïl Gordeïchuk   |     |
| 22                     | Igor Stasevich       | 76e |
| 20                     | Vitali Rodionov      | 71e |
|                        |                      |     |
| Remplaçants :          |                      |     |
| 42                     | Maksim Volodko       | 46e |
| 17                     | Alekseï Rios         | 54e |
| 13                     | Nikolay Signevich    | 71e |
|                        |                      |     |
| Entraîneur :           |                      |     |
| Aliaksandr Yermakovich |                      |     |

| Titulaires :     |                        |     |
|                  |                        |     |
| 16               | Vladimir Bouchma       |     |
| 3                | Sergueï Matveïtchik    |     |
| 18               | Pavel Rybak            |     |
| 4                | Alekseï Ianouchkevitch |     |
| 14               | Vasyl Kobin            |     |
| 5                | Aleksandr Yurevich     | 70e |
| 11               | Artem Starhorodskyi    |     |
| 23               | Iouri Kovaliov         |     |
| 13               | Saulius Mikoliūnas     | 73e |
| 7                | Nemanja Čović          |     |
| 15               | Dmitri Komarovski      |     |
|                  |                        |     |
| Remplaçants :    |                        |     |
| 20               | Yaroslav Martynyuk     | 70e |
| 2                | Mikhail Chiboun        | 73e |
|                  |                        |     |
| Entraîneur :     |                        |     |
| Sergueï Borovski |                        |     |

| Titulaires :           |                      |     |
|                        |                      |     |
| 16                     | Sergey Chernik       |     |
| 25                     | Filip Mladenović     |     |
| 19                     | Nemanja Milunović    |     |
| 33                     | Denis Poliakov       |     |
| 15                     | Maksim Zhavnerchik   |     |
| 55                     | Dmitri Baga          | 46e |
| 5                      | Evgeni Yablonski     |     |
| 7                      | Aliaksandr Karnitsky |     |
| 62                     | Mikhaïl Gordeïchuk   |     |
| 22                     | Igor Stasevich       | 76e |
| 20                     | Vitali Rodionov      | 71e |
|                        |                      |     |
| Remplaçants :          |                      |     |
| 42                     | Maksim Volodko       | 46e |
| 17                     | Alekseï Rios         | 54e |
| 13                     | Nikolay Signevich    | 71e |
|                        |                      |     |
| Entraîneur :           |                      |     |
| Aliaksandr Yermakovich |                      |     |

| Titulaires :     |                        |     |
|                  |                        |     |
| 16               | Vladimir Bouchma       |     |
| 3                | Sergueï Matveïtchik    |     |
| 18               | Pavel Rybak            |     |
| 4                | Alekseï Ianouchkevitch |     |
| 14               | Vasyl Kobin            |     |
| 5                | Aleksandr Yurevich     | 70e |
| 11               | Artem Starhorodskyi    |     |
| 23               | Iouri Kovaliov         |     |
| 13               | Saulius Mikoliūnas     | 73e |
| 7                | Nemanja Čović          |     |
| 15               | Dmitri Komarovski      |     |
|                  |                        |     |
| Remplaçants :    |                        |     |
| 20               | Yaroslav Martynyuk     | 70e |
| 2                | Mikhail Chiboun        | 73e |
|                  |                        |     |
| Entraîneur :     |                        |     |
| Sergueï Borovski |                        |     |